# Peppermint EP
Albums de Sloan
Smeared
(1992)
Peppermint EP est le premier mini-LP enregistré par le groupe canadien Sloan. Il est paru sur leur propre label, Murderecords, en 1992. Le son du groupe à cette époque est souvent décrit comme un croisement entre Sonic Youth et les Beatles. Trois des chansons de ce EP (Marcus Said, Underwhelmed, et Sugartune) réapparaissent sur le premier LP du groupe Smeared, cependant, la version d'Underwhelmed est différente.
Le EP a été enregistré aux Sound Market Studios à Halifax par Terry Pulliam.
Comme sur Smeared qui suit cet EP, Jennifer Pierce du groupe Jale assure les chœurs sur deux morceaux (Marcus Said and Torn).

## Liste des titres
1. Marcus Said – 4:34
2. Underwhelmed – 5:25
3. Pretty Voice – 3:08
4. Lucky For Me – 3:11
5. Sugartune – 3:37
6. Torn – 2:55